# Salvia leucantha
Salvia leucantha é uma espécie de planta com flor pertencente à família Lamiaceae. 
A autoridade científica da espécie é Cav., tendo sido publicada em Icones et Descriptiones Plantarum 1: 16, t. 24. 1791.

## Portugal
Trata-se de uma espécie presente no território português, nomeadamente no Arquipélago da Madeira.
Em termos de naturalidade é introduzida na região atrás indicada.

## Protecção
Não se encontra protegida por legislação portuguesa ou da Comunidade Europeia.